# Helikonios von Byzanz
Helikonios von Byzanz war ein spätantiker Geschichtsschreiber. Er lebte im späten 4. Jahrhundert.
Helikonios wird nur in dem mittelbyzantinischen Lexikon Suda erwähnt. Demnach war er ein Sophist aus Byzanz (Konstantinopel) und schrieb eine zusammenfassende Weltchronik (chronike epitome), die von Adam bis Kaiser Theodosius I. reichte und zehn Bücher umfasste. In der Suda wird Helikonios noch an zwei Stellen knapp zitiert. In letzterem Eintrag wird die Bildung des Geschichtsschreibers Arrian hervorgehoben und als Quelle dafür Helikonios angegeben.
Da Helikonios seine Chronik mit Adam begann, war er offenbar Christ. Das Werk diente möglicherweise auch als Quelle für Hesychios von Milet. Warren Treadgold hat die Vermutung geäußert, dass Helikonios vielleicht der Autor der anonymen Fortsetzung des Geschichtswerks des Cassius Dio sein könnte, die als Anonymus post Dionem bezeichnet wird. Als Autor dieses Werkes wird jedoch meistens eher Petros Patrikios vermutet.